# Villavieja del Lozoya
Villavieja del Lozoya é um município da Espanha na província e comunidade autónoma de Madrid, de área 23,79 km² com população de 196 habitantes (2004) e densidade populacional de 8,24 hab/km².

## Demografia
| Variação demográfica do município entre 1991 e 2004 | Variação demográfica do município entre 1991 e 2004 | Variação demográfica do município entre 1991 e 2004 | Variação demográfica do município entre 1991 e 2004 |
| --------------------------------------------------- | --------------------------------------------------- | --------------------------------------------------- | --------------------------------------------------- |
| 1991                                                | 1996                                                | 2001                                                | 2004                                                |
| 158                                                 | 180                                                 | 188                                                 | 196                                                 |